# Geografia Erytrei

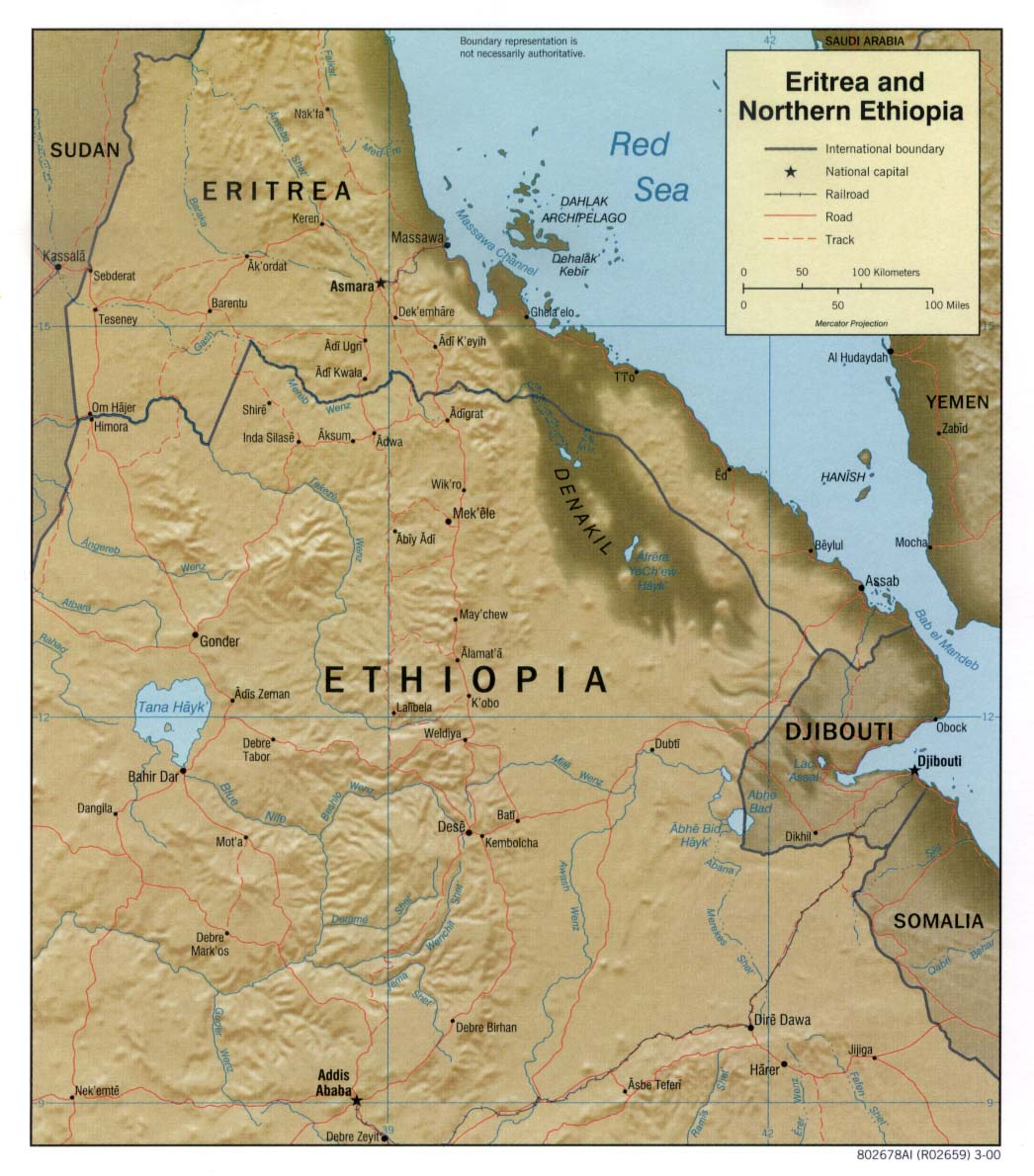
Mapa Erytrei i północnej Etiopii

Erytrea jest państwem położonym w północno-wschodniej Afryce, w Rogu Afryki. Od wschodu ograniczona jest przez Morze Czerwone, od południa przez Dżibuti i Etiopię, od północnego zachodu przez Sudan. Centralną część kraju zajmuje płaskowyż wznoszący się od 1800 do 3000 m n.p.m. Pozostałą zachodnią część oraz wybrzeże wraz z około 300 niewielkimi wyspami zajmują niziny. Stolica kraju Asmara leży na wysokości 2300 m n.p.m.
Powierzchnia:
- łączna: 124 320 km²
- lądowa: 121 320 km²
- wodna: 3000 km²

Granice:
- Dżibuti – 113 km
- Etiopia – 912 km
- Sudan – 605 km
- morska – 2234 km (wraz z wyspami)

Ekstrema
Najwyższy punkt – Soira 3013 m
Najniższy punkt – Jezioro Kulul w obrębie Kotliny Danakilskiej – 75 m

## Budowa geologiczna i rzeźba
Erytrea zajmuje północną część Wyżyny Abisyńskiej, która nazywana jest Wyżyną Erytrejską. Jest ona odmienna pod względem budowy geologicznej od pozostałej części Wyżyny Abisyńskiej. Płaskowyże Erytrei zbudowane są ze skał krystalicznych i wznoszą się na wysokość 2000–2500 m n.p.m. Najwyższy szczyt Soira liczy 3013 m n.p.m. Zachodnia część kraju jest silnie rozczłonkowana. Wschodnia część odcięta progiem przebiegającym niemal w linii prostej, rozciętym krótkimi dolinami rzek. We wschodniej części kraju rozciąga się fragment zapadliska tektonicznego, które jest przedłużeniem Rowu Wschodnioafrykańskiego. Obszar ten to Kotlina Danakilska, posiadająca liczne, ale wygasłe już stożki wulkaniczne. Wokół nich pełno jest obszarów pokrytych polami lawowymi. Zrębowe Góry Danakilskie oddzielają kotlinę od brzegów Morza Czerwonego. Morskie wybrzeże u stóp gór jest silnie rozczłonkowane.

## Klimat

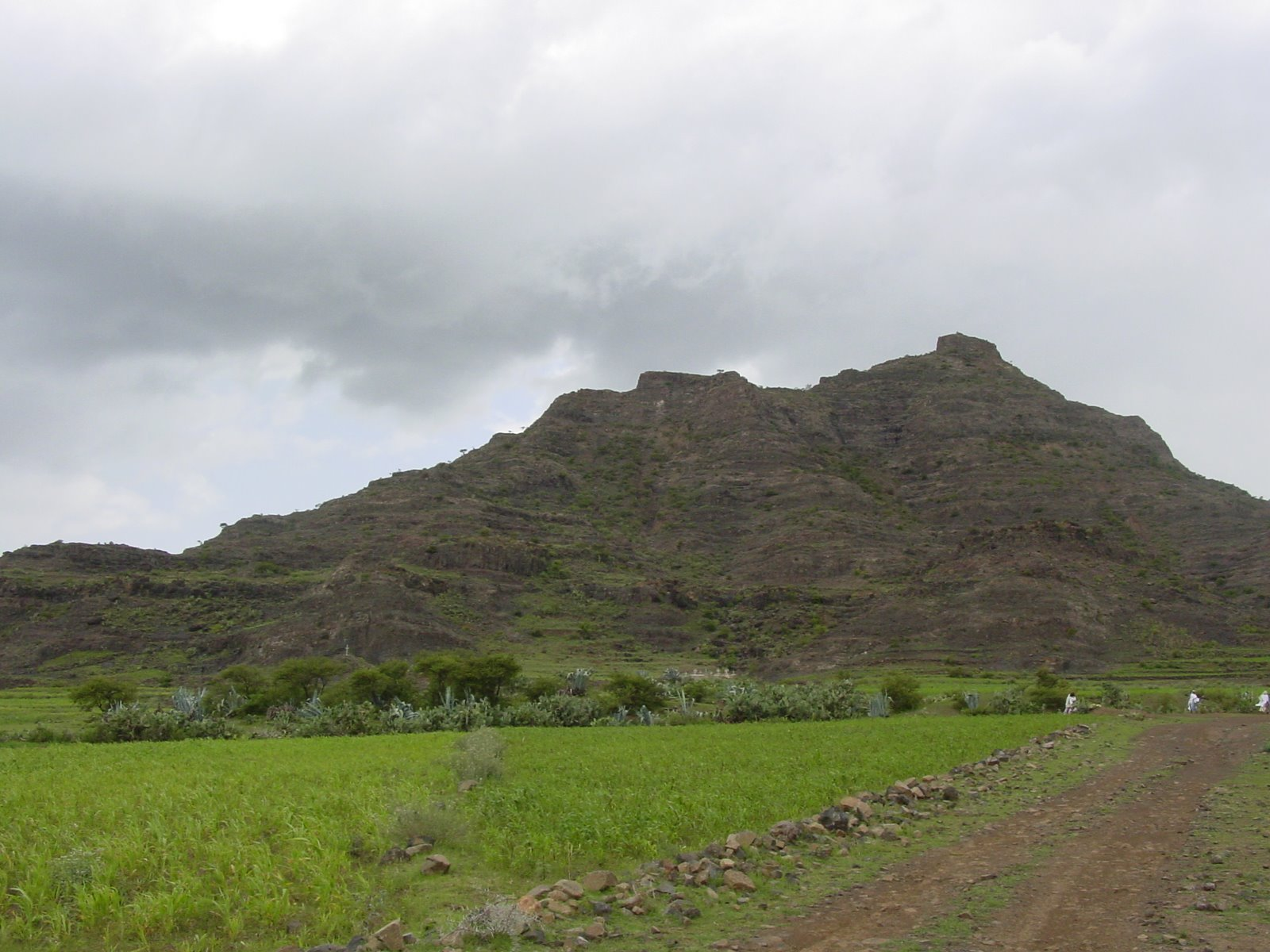
Obszary wyżynne w Erytrei

Erytrea leży w strefie klimatu podrównikowego suchego, przez co kraj nie posiada stałych rzek. Lokalnie klimat jest zróżnicowany, gdzie przyczyną jest wysokość nad poziomem morza. Występują więc piętra klimatyczne.
- Bereha – jest najniższym piętrem klimatycznym w Erytrei, do wysokości 500 m n.p.m. Cechuje się klimatem pustynnym i półpustynnym. Bereha zajmuje pas nadmorski oraz Kotlinę Danakilską. Jest to piętro gorące, z upałami do +42 °C. W okresie zimowym ze względu na szerokość geograficzną i bliskość morza także jest gorąco – średnia temperatura wynosi około +33 °C. W głębi lądu amplitudy są wysokie. Opady są bardzo skąpe, maksymalnie do 300 mm.
- Kolla – drugie piętro klimatyczne, sięgające do 1700 m n.p.m. Także jest piętrem klimatycznym zaliczanym do gorących, ale chłodniejsze niż bereha. Obejmuje ono większość obszarów państwa, wszędzie tam, gdzie są górzyste tereny. Temperatury przekraczają 25 °C, jednak nie występują tu upały przekraczające +35 °C. Piętro to jest wilgotniejsze i występują w nim dwie pory deszczowe. Opady są jednak ubogie, średnia roczna waha się od 250 do 400 mm.
- Uojna dega – wysokie piętro klimatyczne, sięga do 2600 m n.p.m. Jest to już chłodniejsza strefa klimatyczna, ze średnimi temperaturami w ciągu dnia od +20 do +25 °C. Nocą temperatury są niskie, zwłaszcza w okolicach 2500 m n.p.m., gdzie mogą spadać do +5 °C. Opady w tym piętrze są wyższe, ale nie przekraczają 600 mm.
- Dega – to najwyższe piętro klimatyczne Erytrei, sięgające powyżej 2600 m n.p.m. Zajmuje ono niewielki obszar, najwyższe partie gór. Jest to chłodne, typowo górskie piętro klimatyczne. Średnie temperatury wahają się w dzień od +5 do +15 °C. W nocy występują częste przymrozki. Wyższe są też opady, jednak i tu ich poziom jest niski, średnio 700 mm rocznie.

## Wody
Sieć rzeczna jest bardzo uboga, rzeki mają charakter okresowy. Wyróżnia się rzeki płynące na wschód (zlewisko Morza Czerwonego) oraz rzeki płynące w kierunku zachodnim i południowym w głąb lądu. Rzeki wpadające do Morza Czerwonego to: Komaile, Hadds i Aligede. Rzeki płynące w głąb lądu to: Mereb, Barka i Anseba. Brak innych zbiorników wodnych.

## Gleby
W Erytrei pokrywy glebowe są ubogie. Na krystalicznej Wyżynie Erytrejskiej dominują płytkie gleby piaszczyste, miejscami kamieniste. Są to litosole i regosole. W Kotlinie Danakilskiej zalegają także płytkie, gleby szaro-brązowe, kserosole, charakterystyczne dla obszarów pustynnych. Także na nadbrzeżnej nizinie gleby są ubogie, obszar ten jest pokryty piaszczystymi, glebami pustynnymi, często silnie zasolonymi yermosole.

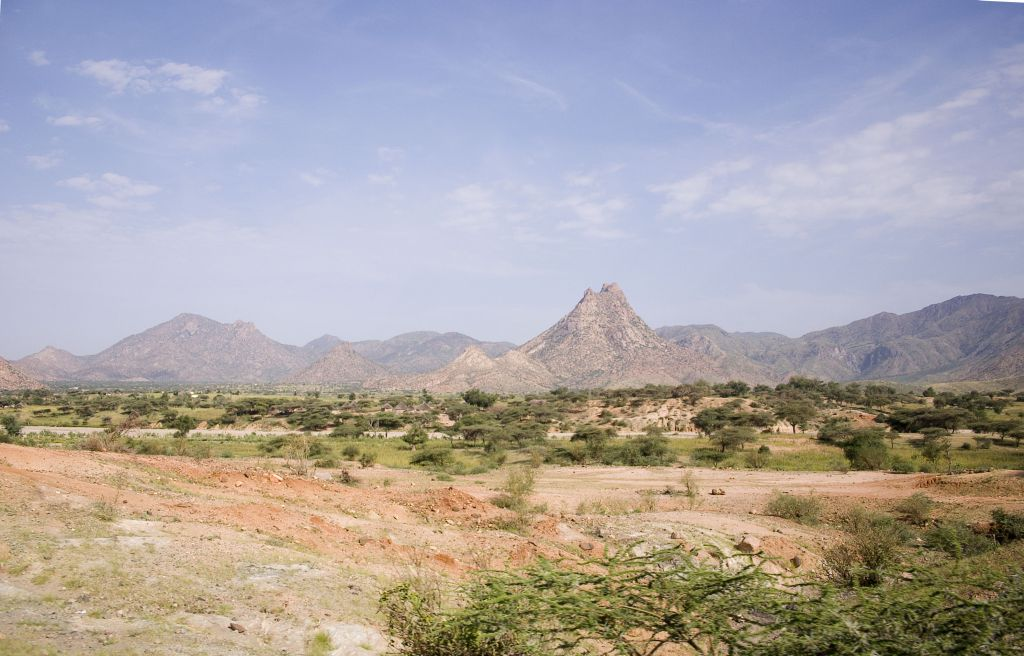
Górzyste tereny Erytrei

## Flora
Roślinność jest zróżnicowana. W wielu miejscach jest dość obfita, ale tylko ze względu na w miarę duże opady na większych wysokościach nad poziomem morza. Obszary nisko położone cechuje bardzo skąpa roślinność pustynna. W przypadku obszarów nadbrzeżnych występują słonorośla. Na wyższych wysokościach roślinność jest bogatsza. Charakterystyczną roślinnością kolli są cierniste zarośla i parasolowate akacje, a nad brzegami rzek występują lasy galeriowe. Wilgotniejsze miejsca zdominowane są przez lasy fikusami, oraz przez jałowce drzewiaste. Ponad kollą roślinność stopniowo zanika, w wielu miejscach jest zdegradowana przez działalność rolniczą, a w wyższych partiach powyżej 2500 m n.p.m. roślinność jest skąpa i ogranicza się tylko do jałowców. Głównie na tych wysokościach występują pastwiska i górskie nieużytki.
Użytkowanie powierzchni:
- użytki rolne – 12%
- nieużytki – 1%
- łąki i pastwiska – 49%
- lasy – 6%
- inne – 32%